# Théo Moons
Théo Moons   (4 de març de 1890 - 11 de gener de 1962) fou un jugador belga de billar de les dècades de 1920 a 1930. Fou sis cops campió del món en les disciplines de quadre i estil lliure.

## Palmarès
Font:
- Campionat del Món de billar de carambola lliure:  1931  1929, 1930
- Campionat del Món de billar de carambola quadre 47/1:  1929  1930, 1931, 1933
- Campionat del Món de billar de carambola quadre 47/2:  1923, 1926, 1927, 1928, 1929  1925, 1931, 1936  1922, 1924, 1935, 1938
- Campionat d'Europa de billar de carambola quadre 47/1:  1932
- Campionat d'Europa de billar de carambola quadre 47/2:  1926, 1928, 1929  1927, 1933